# The Strong Arm Squad
Pour les articles homonymes, voir The Yellow Streak.
The Strong Arm Squad ou The Yellow Streak est un film muet américain réalisé par Francis Ford, sorti en 1916.

## Fiche technique
- Titre : The Strong Arm Squad
- Titre alternatif : The Yellow Streak
- Réalisation : Francis Ford
- Scénario : Grace Cunard
- Genre : Film dramatique
- Durée : 10 minutes
- Date de sortie : 
  -  États-Unis : 1916

## Distribution
- Francis Ford
- Elsie Maison
- William White
- Danny Bowen
- Grace Cunard
- Abbie Feeney
- Jo Feeney
- John A. Feeney
- Mary Feeney
- Pat Feeney
- John Ford
- Cecil McLean
- Edward O'Fearna